# Szelindek község
Szelindek község (románul: Comuna Slimnic) község Szeben megyében, Romániában. Központja Szelindek, beosztott falvai Álgyitelep, Erdeiházak, Rüsz és Szászvessződ.

## Fekvése
Nagyszebentől 15 kilométerre található, a várost Medgyessel összekötő DN14-es főút mentén. Szomszédos községek északon  Nagyselyk, délen Nagycsűr, nyugaton Ladamos, keleten Vurpód.

## Népessége
1850-től a népesség alábbiak szerint alakult:
| Lakosok száma | 3995 | 3867 | 4661 | 4983 | 5851 | 5641 | 3683 | 3670 | 3581 | 3459 |
|               | 1850 | 1880 | 1900 | 1920 | 1941 | 1977 | 1992 | 2002 | 2011 | 2021 |

A 2011-es népszámlálás adatai alapján a község népessége 3581 fő volt, melynek 93,72%-a román. Vallási hovatartozás szempontjából a lakosság 91,32%-a ortodox és 1,23%-a pünkösdista.

## Nevezetességei
A község területéről az alábbi épületek szerepelnek a romániai műemlékek jegyzékében:
- a rüszi erődtemplom (LMI-kódja SB-II-a-B-12529)
- a szelindeki vár (SB-II-m-A-12552)
- a szelindeki evangélikus templom (SB-II-m-A-12553)
- a szelindeki Szent arkangyalok templom (SB-II-m-B-12554)
- a szászvessződi nemesi kúria (SB-II-m-B-12586)

## Híres emberek
- Szászvessződön született Daniel Polixénia (1720–1775) írónő
- Szelindeken születtek Johann Plattner (1854–1942) író, lelkész, tanító;[8] Thomas Nägler(wd) (1939–2011) régész, történész.[9]